# 1/2 + 1/4 + 1/8 + 1/16 + ⋯

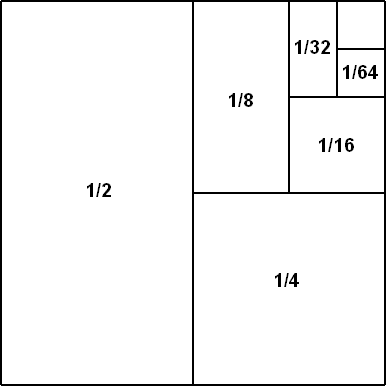
Visuell demonstration av de sex första summanderna.

1/2 + 1/4 + 1/8 + 1/16 + ⋯ är inom matematiken en oändlig serie som är ett elementärt exempel på en geometrisk serie med absolut konvergens.
Dess summa är:
{\displaystyle {\frac {1}{2}}+{\frac {1}{4}}+{\frac {1}{8}}+{\frac {1}{16}}+\cdots =\sum _{n=0}^{\infty }{\frac {1}{2}}\left({\frac {1}{2}}\right)^{n}={\frac {\frac {1}{2}}{1-{\frac {1}{2}}}}=1.}

## Diskret bevis
Som med alla oändliga serier, den oändliga summan
{\displaystyle {\frac {1}{2}}+{\frac {1}{4}}+{\frac {1}{8}}+{\frac {1}{16}}+\cdots }
definieras att innebära gränsen av summan av de n första termerna
{\displaystyle s_{n}={\frac {1}{2}}+{\frac {1}{4}}+{\frac {1}{8}}+{\frac {1}{16}}+\cdots +{\frac {1}{2^{n}}}}
det att n närmar sig oändligheten. Multiplicera sn med 2 så framgår en använd användbar relation:
{\displaystyle 2s_{n}={\frac {2}{2}}+{\frac {2}{4}}+{\frac {2}{8}}+{\frac {2}{16}}+\cdots +{\frac {2}{2^{n}}}=1+{\frac {1}{2}}+{\frac {1}{4}}+{\frac {1}{8}}+\cdots +{\frac {1}{2^{n-1}}}=1+s_{n}-{\frac {1}{2^{n}}}.}
Subtrahera sn från båda sidor,
{\displaystyle s_{n}=1-{\frac {1}{2^{n}}}.}
när n går mot oändligheten, går sn mot 1.

## Historia
Serien användes som representation av en av Zenons paradoxer. Delarna av Horusögat var en gång tänkt att representera de sex första summanderna av serien.